# انتخابات ریاست‌جمهوری کیپ ورد (۲۰۱۶)
انتخابات ریاست‌جمهوری کیپ ورد در ۲ اکتبر ۲۰۱۶ برابر با ۱۱ مهر ۱۳۹۵ برگزار شد. خورخه کارلوس فونسکا از حزب جنبش دموکراسی (MpD) با کسب ۷۴٪ از آرا بار دیگر به ریاست‌جمهوری کیپ ورد انتخاب شد.

## روش
انتخاب رئیس‌جمهور در کیپ ورد با روش دومرحله‌ای صورت می‌گیرد.
از آن جا که اصلی‌ترین حزب مخالف دولت با عنوان حزب آفریقایی استقلال برای کیپ ورد در پی شکست سنگینی که در انتخابات پارلمانی این کشور در ماه مارس و انتخابات شهرداری‌ها در سپتامبر خورد و نتوانست نامزدی برای ریاست‌جمهوری معرفی کند، خورخه کارلوس فونسکا در پی آن شد تا دوره‌ی دوم خود را با اطمینان بیشتری تضمین کند. فونسکا که جنبش دموکراسی را نمایندگی می‌کرد با دو نامزد مستقل به نام‌های جواکیم مونتریو و آلبرتینو گراچا مواجه بود.

## انتخابات
در پی مرگ آنتونیو ماسکارنهاس مونتریو رئیس‌جمهور سابق کیپ ورد تبلیغات انتخاباتی در ۲۲ سپتامبر به طور موقت تعلیق شد. مونتریو نخستین رئیس‌جمهور کیپ ورد بود که به طور دموکراتیک انتخاب شده بود و جنبش دموکراسی را نمایندگی می‌کرد. تمام برنامه‌های عمومی و راهپیمایی‌ها به مدت ۴ روز تا ۲۶ سپتامبر تعلیق شدند.

## نتایج
| نامزد                   | حزب                     | آرا     | ٪    |
| ----------------------- | ----------------------- | ------- | ---- |
| خورخه کارلوس فونسکا     | جنبش دموکراسی کیپ ورد   | ۹۱٬۳۲۰  | ۷۴٫۰ |
| آلبرتینو گراچا          | مستقل                   | ۲۷٬۸۶۶  | ۲۲٫۶ |
| جواکیم مونتریو          | مستقل                   | ۴٬۲۲۸   | ۳٫۴  |
| آرای سفید/باطله         | آرای سفید/باطله         |         | –    |
| مجموع                   | مجموع                   | ۱۲۳٬۴۱۴ | ۱۰۰  |
| افراد ثبت‌نام‌کرده/مشارکت | افراد ثبت‌نام‌کرده/مشارکت | ۳۴۷٬۶۲۲ | ۳۶   |
| منبع: Sapo.cv           |                         |         |      |